# 주세페 갈데리시
주세페 갈데리시(이탈리아어: Giuseppe Galderisi dʒuˈzɛppe ɡaldeˈriːzi[*], 1963년 3월 22일, 캄파니아 주 살레르노 ~)는 이탈리아의 전 축구 선수로, 현역 시절에 공격수로 활약했고, 이후 감독으로 활동하고 있다.

## 클럽 경력
현역 시절, 갈데리시는 다수의 이탈리아 구단들을 전전하며 이탈리아 리그를 모두 통틀어 200골 가까이 득점했다. 그는 유벤투스의 유소년부를 졸업하고 1980년 8월 20일에 2-2로 비긴 우디네세와의 코파 이탈리아 경기에서 유벤투스 1군 신고식을 치렀다. 그는 0-0으로 비긴 페루자와의 원정 경기에서 첫 세리에 A 경기에 출전했고, 1980년 11월 9일에 열린 이 경기에서 그는 1980-81 시즌에 처음이자 마지막으로 리그 경기에 출전했다. 비록 그는 유벤투스 시절에 득점에 난항을 겪었으나, 1981-81 시즌에는 순도 높은 득점을 몇 차례 기록했는데, 1982년 2월 14일에는 밀란과의 안방 경기에서 해트트릭을 완성하며 3-2 승리를 견인했고, 토리노 연고 구단은 이 시즌 리그를 우승했다. 1982-83 시즌에는 코파 이탈리아를 우승했고, 같은 해 유러피언컵 결승전에도 올랐다. 그는 유벤투스에서 16번의 경기에 출전해 6골을 기록했다.
유벤투스에서 절반의 성공을 거둔 그는 1983년에 변방의 엘라스 베로나로 이적했고, 이 시점에 골 결정력이 상승했다. 1984-85 시즌, 그는 리그 정상급 스트라이커로 도약하여 11골을 넣어 베로나 선수단의 최다 득점자로 거듭나 구단의 역사적인 첫 세리에 A 우승에 일조했다. 1986년, 그는 밀란(1986–1987)에서 활약했고, 이후 라치오(1987–1988)를 거쳐 엘라스 베로나(1988–1989)로 복귀했지만, 잦은 부상으로 인해 전처럼 정상급 기량을 선보일 수 없었다. 여러 구단들을 전전하던 갈데리시는 1989년에 파도바에 입단하여 1995년까지 활약하며 세리에 B 구단에서 다양한 역할을 맡았다. 그는 메이저 리그 사커 무대에서 뉴 잉글랜드 레벌루션 
 탬파 베이 뮤터니에 1996년과 1997년에 몸담았다. 그는 미국 1년차 시즌 도중 탬파로 이적했고, 이듬해에 뉴 잉글랜드로 복귀했다.

## 국가대표팀 경력
현역 시절 작은 키로 "난쟁이"(nanu)라는 별칭으로 수식되었던 그는 유벤투스 시절부터 난쟁이로 불려 왔고, 1985년부터 1987년까지 이탈리아 국가대표팀 경기에 10번 출전했지만, 1골도 넣지 못했다. 그는 1985년 6월 2일, 1-1로 비긴 멕시코와의 친선전 경기에서 국가대표팀 첫 경기를 치렀고, 엔초 베아르초트 감독의 1986년 월드컵에 참가할 이탈리아 선수단에 이름을 올렸다.

## 경기 방식
빠르고, 민첩한, 단신의 스트라이커인 갈데리시는 효율, 인자함, 끈질김, 그리고 강하고 정확한 양발을 갖춘 골 결정력이 뛰어난 선수로, 효율성 외에도 반사 신경으로 정평이 났다. 그는 먼 거리에서 정확도가 높았는데, 이로 작은 신장에도 불구하고 공중 경합에 우위를 점할 수 있었다. 비록, 그는 지원형 스트라이커로 시작했지만, 이후 중앙 공격수로 바꾸어 주력 그리고 의지가 넘치고 낙천적인 경기 방식으로, 골 결정력을 강화시킬 수 있었다. 그는 출중한 능력 외에도 잦은 부상을 당한 것으로 알려져 있었고, 정상급 구단들에서 좀처럼 활약하지 못해, 상대적으로 중소 규모의 구단들을 전전했다.

## 감독 경력
갈데리시는 2000년, 세리에 C2의 구비오의 감독을 맡아 지도자로 입문했다. 그는 또다른 세리에 C 구단들인 크레모네세와 줄리아노바의 지휘봉을 잡았다. 그는 2004년 1월에 잠시 감독일을 중단했는데, 당시 심근경색으로 쓰러지기도 했다. 그는 이후 완쾌하여 2005년에 세리에 C2의 비테르베세의 감독이 되었다. 2006-07 시즌, 그는 세리에 C1의 아벨리노를 지도했다. 전반기를 선두로 마치는 인상적인 행보에도 불구하고, 그는 2007년 4월 18일에 리그 2위이고 승격에 근접하고도 해임되었다.
2008년 1월, 갈데리시는 살바토레 캄필론고의 후임으로 세리에 C1의 포자의 감독이 되었고, "사타넬리"(satanelli)의 성적이 개선되어 승격 플레이오프전에 진출했다.
2008년 7월, 그는 프란코 레르다의 후임으로 레가 프로 프리마 디비시오네의 페스카라 감독이 되었고, "희푸른 군단"(biancazzurri)의 세리에 B 승격을 정조준했다. 그러나, 임기 도중, 갈데리시는 구단의 재정난을 맞딱드렸다. 페스카라는 2008년 12월에 파산해 법적으로 파산 선고가 내려졌고, 페스카라 법원은 구단 신탁자를 파견했다. 2009년 2월, 구단주가 교체되었고, 델피노 페스카라 1936이 재창단되어 페스카라 법원에서 독립했다. 성적은 나아지지 않았고, 페스카라가 리그 최하위에서 허덕이는 가운데, 갈데리시는 2009년 3월 23일에 감독직에서 해임되었고, 또다른 유벤투스와 이탈리아 국가대표 선수인 안토넬로 쿠쿠레두가 지휘봉을 잡았다.
2009-10 시즌, 그는 아레초를 지도했고, 그 다음 시즌에는 베네벤토의 지휘봉을 잡았다.
2011년 10월 25일, 그는 잠든 거인 트리에스티나와 시즌 말까지 1년 계약을 맺었다. 이 시즌에 구단은 대대적인 재정난으로 많은 선수들이 겨울 이적 시장에서 떠나는 고난의 시즌이 되었고, 시즌 대부분 급여가 체불되었고, 강등은 물론 이탈리아 축구 구단 면허가 취소되었다.
2012년 7월, 그는 고향 살레르노의 프로 리그로 갓 복귀한 살레르니타나 감독으로 취임했고, 3번의 경기에서 승점 1점을 얻는 데 그쳐 떠났다.
이후, 2014년 1월 그는 포르투갈 1부 리그 하위권의 여러명의 이탈리아인 구단주가 운영하며 몇몇 전 세리에 A 선수들로 구성된 올랴넨스의 신임 감독으로 명명되었다. 그는 시즌 끝에 구단의 강등을 피하지 못하면서 구단을 떠났다.
2014년 11월, 그는 감독일을 다시 시작했는데, 레가 프로에서 허덕이던 루케세의 감독이 되었고, 강등을 막았지만, 향후에도 루케세의 감독직을 보장받지 못했다. 그는 2016년 3월에 루케세로 복귀해 2017년 6월까지 유효한 계약을 맺었다. 갈데리시의 계약은 2017년 3월 27일에 해지되었다.
2018년 11월 26일, 그는 처음 감독을 맡았던 세리에 C 15위의 구비오의 감독을 맡았다. 갈데리시는 2019년 5월 23일에 구단을 떠났다.
2020년 2월 18일, 그는 세리에 C의 비스 페사로 감독으로 임명되었다. 2020년 11월 3일, 비스 페사로는 2020-21 시즌을 부진하게 시작하면서 갈데리시 감독을 해임했다.
2021년 12월 14일, 갈데리시는 마우리치오 라우로를 대신해 세리에 C의 만토바 감독으로 취임했다. 그는 2022년 4월 12일에, 부진한 성적으로 해임되었고, 라우로가 그를 대신하기 위해 복귀했다.
2023년 4월 3일, 갈데리시는 세리에 C의 강등권에 쳐진 젤비손과 2024년 6월 30일까지 계약하고 감독으로 취임했다. 그는 젤비손 감독을 맡아 프로 무대 잔류에 실패했는데, 메시나와의 강등 플레이오프전에서 패하고 구단을 떠났다.

## 수상

### 선수
유벤투스
- 세리에 A: 1980–81, 1981–82
- 코파 이탈리아: 1982–83

베로나
- 세리에 A: 1984–85

개인
- 메이저 리그 사커 올스타: 1997[23]